# Stanisława Kurek-Kokocińska
Stanisława Kurek vel Kokocińska – polska doktor habilitowana nauk humanistycznych w zakresie bibliologii; emerytowana profesor Wydziału Filologicznego Uniwersytetu Łódzkiego, badaczka kultury książki, bibliotek i informacji.

## Życiorys
Ukończyła studia magisterskie w zakresie bibliotekoznawstwa i informacji naukowej na Wydziale Filologicznym UŁ w 1980 r., stopień doktora nauk humanistycznych uzyskała na Wydziale Filologicznym Uniwersytetu Wrocławskiego w 1989 r. na podstawie pracy Branżowe ośrodki informacji naukowej, technicznej i ekonomicznej w Łodzi. Zarys rozwoju w latach 1945-1984. Organizacja i działalność. Habilitowała się na Wydziale Filologicznym UŁ w 2000 r. na podstawie dysertacji System informacji dla dzieci i młodzieży o książkach, filmach i grach.

## Publikacje (wybrane)

### Książki
- Przestrzenie kultury książki w publikacjach z zakresu savoir-vivre’u. Od PRL do Facebooka (lodz.pl). Łódź: Wydawnictwo UŁ, 2023, ISBN 978-83-8331-440-2; e-ISBN 978-83-8331-441-9.
- Studia bibliotekoznawcze w Polsce. Historia i ewolucja w latach 1945-2015 (ze szczególnym uwzględnieniem przykładu Uniwersytetu Łódzkiego) (lodz.pl). Łódź: Wydawnictwo UŁ, 2016, ISBN 978-83-8088-161-7; e-ISBN 978-83-8088-162-4.
- Informacja : zagadnienia teoretyczne i uwarunkowania prawne działalności informacyjnej. Łódź: Wydawnictwo UŁ, 2004, ISBN 83-7171-786-5.
- Komputeryzacja bibliotek samorządowych m[iasta] Łodzi do roku 2000: opracowanie analityczno-syntetyczne. Łódź: Stowarzyszenie Bibliotekarzy Polskich, 2000.
- System informacyjny dla dzieci i młodzieży o książkach, filmach i grach : studium teoretyczne. Łódź: Wydawnictwo UŁ, 1999, ISBN 83-7171-258-8.

### Artykuły z czasopism
- Pozorność jako cecha informacji. Zagadnienia Informacji Naukowej. Studia Informacyjne, 2024, nr 1.
- ''Ideologia ekologizmu i idea chronienia człowieka w informacyjnym środowisku ekosystemu życia. Roczniki Biblioteczne. Czasopismo poświęcone kulturze książki i komunikacji piśmiennej 2023, nr 67.
- Kształtowanie kultury e-booków, analiza przekazu internetowego firm funkcjonujących na rynku książki. Folia Toruniensia 2020, nr 20.
- Rozwój bibliografii chopinowskiej. Zagadnienia Informacji Naukowej, 2013, nr 1.
- Kultura coraz bardziej popularna: gry fabularne. Acta Universitatis Wratislaviensis Literatura i Kultura Popularna, 2018, nr 7.
- Warszawska szkoła teorii języków informacyjno-wyszukiwawczych. Przegląd Biblioteczny, 1994, nr 3-4.

### Artykuły w monografiach zbiorowych
- Role bibliotekarza wobec adresatów działań bibliotecznych. Analiza treści publikacji praktyków zawodu XX i XXI wieku. W: Gębołyś Z., Wodniak K. (Red.), Wokół Katechizmu biblioteki Paula Ladewiga 2. Bydgoszcz: Wydawnictwo Uniwersytetu Kazimierza Wielkiego, 2021.
- Autorstwo i plagiatorstwo. Przegląd publikowanych zbiorów zasad dla pracownika nauki: od kodeksu dobrych obyczajów do kodeksu etyki W: Tałuć, K., Nadolna-Tłuczykont, M. (Red.), Między książką a literaturą. Katowice: Wydawnictwo Uniwersytetu Śląskiego, 2020, eISBN 978-83-226-3874-3.
- Recykling informacji, W: Sosińska-Kalata, Roszkowski, Wiorogórska Z. (Red.), Nauka o informacji w okresie zmian: rewolucja cyfrowa, infrastruktura, użytkownicy. Warszawa: Wydawnictwo Naukowe i Edukacyjne SBP, 2020, ISBN 9788365741646.
- Bliżej kultury muzycznej : współczesne centra informacji, W: Sosińska-Kalata [i in.] (Red.), Nauka o informacji w okresie zmian. Warszawa: Wydawnictwo SBP, 2014, ISBN 9788364203282.
- Z upodobania do czytania: kultura książki wieku dziecięcego w świetle wypowiedzi wspomnieniowych. W: Domańska K., Iwańska-Cieślik B. (Red.), Książka i prasa w kulturze. Bydgoszcz: Wydawnictwo Uniwersytetu Kazimierza Wielkiego, 2013, ISBN: 978-83-7096-937-0.
- „Biblioteczka Aforystów” Państwowego Instytutu Wydawniczego, W: Leończuk, J. (Red.), Od księgoznawstwa przez bibliotekoznawstwo do nauki o informacji XXI w.. Białystok: Książnica Podlaska im. Łukasza Górnickiego, 2007.

### Redakcje, w których opublikowano artykuły autorskie
- Kurek-Kokocińska, S., Tokarska, A. (Red., 2021). W poszukiwaniu wzorów i wzorców osobowych wykonawców zawodów bibliotekarskich i informacyjnych.  Łódź: Wydawnictwo UŁ, ISBN 978-83-8220-157-4; e-ISBN 978-83-8220-158-1. W: Kurek-Kokocińska, S., Wzory i wzorce osobowe w bibliotekarstwie. Szkic teoretyczno-badawczy, s. 11-44.
- Kurek-Kokocińska, S., Konieczna, J. (Red., 2016). Uniwersyteckie kształcenie bibliotekarzy. Łódź: Wydawnictwo UŁ, 2016. ISBN 978-83-8088-346-8, e-ISBN 978-83-8088-382-6. W: Kurek-Kokocińska S., Bibliotekoznawstwo i informacja naukowa w UŁ w siedemdziesiątą rocznicę: publikacje i podsumowania, s. 11-35.
- Kurek-Kokocińska, S. (Red., 2009). Bibliotekarstwo według Bolesława Świderskiego - myśl, praktyka, dydaktyka : księga pamiątkowa. Łódź: Łódzkie Towarzystwo Naukowe. ISBN 978-83-6065-530-6. W: Kurek-Kokocińska, S., Bolesław Świderski o klasyfikacji i katalogach rzeczowych: analiza wykładu sprzed pół  wieku na tle fachowego piśmiennictwa, s. 113-140.
- Kurek-Kokocińska, S., Konieczna, J., Tadeusiewicz, H., (Red., 2009). Przestrzeń informacyjna książki. Łódź: Wydawnictwo  Biblioteka. ISBN 978-83-8852-969-6.
- Kurek-Kokocińska, S. (Red., 2008). O nauce, dokumentach i informacji w bibliotekach Uniwersytetu Łódzkiego. Łódź: Wydawnictwo UŁ. ISBN 978-83-7525-158-6. W: Kurek-Kokocińska, S., Biblioteka Uniwersytetu Łódzkiego w ujęciu bibliologicznym. Wybrane zagadnienia, s. 29-58.